# Nogent-l'Abbesse
Nogent-l'Abbesse è un comune francese di 577 abitanti situato nel dipartimento della Marna nella regione del Grand Est.

## Società

### Evoluzione demografica
Abitanti censiti